# Trichophysetis preciosalis
Trichophysetis preciosalis là một loài bướm đêm trong họ Crambidae.